# Alessandro Gattafoni
Alessandro Gattafoni (Civitanova Marche, 28 aprile 1986) è un atleta italiano.

## Biografia
Nato a Civitanova Marche dai genitori Marone Gattafoni ed Edda Giulietti, a 4 mesi gli viene diagnosticata la malattia genetica rara Fibrosi Cistica, patologia che compromette l’apparato respiratorio e digestivo, per la quale non esiste una cura.
Nonostante la condizione di malato, ha affrontato una numerosa quantità di sport differenti a livello agonistico, come il Basket, il Nuoto, il Calcio, la Kick boxe, il Pugilato, l’OCR, il Kayak, la Vela e, infine, l’Apnea.
All’età di 35 anni smette l’attività agonistica e si dedica al Kayak e alla sensibilizzazione della sua patologia. Come ha dichiarato lui stesso: “Nel mondo dello sport non ho mai comunicato la mia condizione di disabile, non volevo essere trattato diversamente dagli altri, volevo mettermi alla prova alla pari con gli altri senza trattamenti di favore”.

## 125 Miglia per un respiro
Nel 2021 nasce l’iniziativa in collaborazione con LIFC ODV, per promuovere lo sport come supplemento di cura per pazienti affetti da Fibrosi Cistica e dimostrare che non ostante la condizione si possono comunque compiere imprese sportive di valore.
I° edizione
10 - 11 Settembre 2021 (Civitanova Marche – Veli Rat Croazia*)
A bordo del suo Kayak parte dal porto di Civitanova Marche il 10 Settembre 2021 e dopo 21 ore e circa 70 miglia nautiche (130 km ca) raggiunge la costa Croata ed approda l’11 settembre 2021 sotto al faro di Veli Rat. Attraversando il mare Adriatico.
II° edizione
23 – 28 Giugno 2022 (Civitanova Marche – Trieste)
Partendo da Civitanova Marche il 23 Giugno 2022 sempre a bordo del suo kayak, Alessandro arriva al porto di Trieste il giorno 28 Giugno in quello che è un evento a tappe, in ogni approdo ad accoglierò le associazioni regionali di LIFC Marche, LIFC Romagna, LIFC Veneto, LIFC Friuli Venezia Giulia. Le città coinvolte Civitanova Marche, Ancona, Cesenatico, Venezia, Bibione, Trieste
III° edizione
19 – 24 Giugno 2023 (Bastia – Punta Ala)
L’iniziativa si sposta nel mar Tirreno, partendo da Bastia (Corsica, Francia) per approdare in terra ferma Toscana (Punta Ala comune di Castiglione della Pescaia provincia Grosseto) fermandosi come tappa intermedia a Marina di Campo (isola d’Elba).

## Vita privata
Sposato con Laura Censori (Recanati 16 Febbraio 1985). 
Figli Giona Marone Gattafoni (Civitanova Marche 26 Agosto 2020).
Dal 2021 è il testimonial LIFC ODV per lo sport. 
8 settembre 2022 in concomitanza della giornata mondiale della Fibrosi Cisitica esce il video musicale Naufrago dei Rio a lui dedicato. 
22 Gennaio 2023 è ospite della trasmissione televisiva “Vorrei dirti che” condotta da Elisa Isoardi in onda su Rai due e disponibile su RaiPlay.